# Juan Isaac Cooke
Juan Isaac Cooke (La Plata, 29 de julio de 1895 - Punta del Este, 23 de junio de 1957) fue un abogado, diplomático y político argentino, que ejerció los cargos de diputado nacional, Ministro de Relaciones Exteriores y embajador en Brasil.

## Biografía
Era hijo del primer odontólogo radicado en la ciudad de La Plata, Genaro William Cooke y Arosemena, nacido en 1864 en Colombia, hijo a su vez de un emigrado irlandés.
Se recibió de abogado en la Universidad Nacional de La Plata y fue docente durante muchos años en la Universidad de Buenos Aires, alcanzando renombre entre sus alumnos y por sus libros, entre ellos Política Argentina (1927), Por la democracia” (1938) y Hacia la unidad política y económica de la Nación (1941). Militó desde su juventud en la Unión Cívica Radical.
En 1922 fue subsecretario de gobierno de la provincia de Buenos Aires. En 1938 fue elegido diputado nacional por el radicalismo, descollando por su versación jurídica y en relaciones exteriores.
El golpe de Estado de 1943 lo alejó brevemente de la actuación política, ya que al año siguiente se identificó con el gobierno militar de Farrell, de quien fue asesor en política internacional. En agosto de 1945 fue nombrado Ministro de Relaciones Exteriores y Culto; su gestión estuvo centrada en demostrar ante los gobiernos de las potencias aliadas que su gobierno no tenía una orientación fascista.
El enfrentamiento del gobierno con los militares pro-aliados obligó al presidente Farrell a reemplazarlo brevemente en el mes de agosto —período durante el cual ejerció ese cargo interinamente el doctor Hortensio Quijano— y nuevamente en el mes de octubre, cuando pareció que esos sectores habían logrado el triunfo interno. Fue reemplazado por Héctor Vernengo Lima, uno de los líderes aliadófilos, comandante en jefe de la Armada Argentina. Pero la manifestación popular del 17 de octubre significó la derrota de ese grupo y el triunfo del sector rival, que respondía a Juan Domingo Perón. Cooke fue repuesto en su cargo.
Cooke fue expulsado del radicalismo. pero fue uno de los fundadores de la Unión Cívica Radical Junta Renovadora, que apoyó la candidatura presidencial de Perón.
Llegado a la presidencia, Perón nombró a Cooke embajador en Brasil, donde mantuvo muy buenas relaciones con el gobierno de Eurico Gaspar Dutra. Posteriormente continuó en el servicio exterior de la Nación y fue Delegado ante la Organización de las Naciones Unidas hasta poco antes del derrocamiento de Perón, en 1955, cuando asumió como embajador en España.
Exiliado durante la proscripción del peronismo, falleció dos años más tarde, cuando se dirigía a Punta del Este, en el Uruguay.
Fue el padre del político e intelectual peronista John William Cooke.